# Таджикистан на летних Азиатских играх 2018
Таджикистан принимал участие в летних Азиатских играх 2018 года в Джакарте (Индонезия).

## Медалисты
| Медаль  | Спортсмен             | Вид спорта                  | Дисциплина                      |
| ------- | --------------------- | --------------------------- | ------------------------------- |
| Серебро | Шахриёр Даминов       | Гребля на байдарках и каноэ | Мужчины, каноэ-одиночки, 1000 м |
| Серебро | Дильшод Назаров       | Лёгкая атлетика             | Мужчины, метание молота         |
| Серебро | Бехрузи Ходжазода     | Куреш                       | Мужчины, до 81 кг               |
| Серебро | Умед Хасанбеков       | Самбо                       | Мужчины, до 90 кг               |
| Бронза  | Комроншох Устопириён  | Дзюдо                       | Мужчины, до 90 кг               |
| Бронза  | Шакармамад Мирмамадов | Дзюдо                       | Мужчины, свыше 100 кг           |
| Бронза  | Комроншох Устопириён  | Самбо                       | Мужчины, до 90 кг               |